# Wacław Borowiec
Wacław „Vac-v” Borowiec (ur. 7 października 1981 w Krakowie) – polski muzyk, kompozytor i klawiszowiec. Wacław Borowiec znany jest przede wszystkim z wieloletnich występów w grupie muzycznej Crionics, której był członkiem w latach 1999-2012. Współpracował ponadto z takimi zespołami jak: Thy Disease, Abused Majesty czy Anal Stench. Jest pracownikiem obsługi technicznej zespołu Vader.

## Dyskografia
- Crionics - Human Error: Ways To Selfdestruction (2002, Empire Records; 2004, Candlelight Records)
- Crionics - Armageddon’s Evolution (2004, Empire Records; 2005, Candlelight Records)
- Abused Majesty - Crusade for Immortality (2006, wydanie własne, sesyjnie)
- Crionics - Neuthrone (2007, Candlelight Records, Mystic Production)
- Abused Majesty - ...So Man Created God in His Own Image (2008, Empire Records; 2009, Witching Hour Productions, sesyjnie)[5]
- Crionics - N.O.I.R. (2010, MSR Productions)[6]
- Thy Disease - Anshur-Za (2009, Mystic Production, gościnnie)